# Acalyptris marmor
Acalyptris marmor (лат.) — вид чешуекрылых из семейства молей-малюток. Название вида происходит от латинского слова marmor (мрамор, камень) по признаку тёмно-серого крапчатого переднего крыла.

## Распространение
Неотропика: Перу.

## Описание
Мелкие молевидные чешуекрылые, размах крыльев около 5 мм. Длина переднего крыла самцов 2,5 мм. От близких видов рода Acalyptris отличается пёстрым серо-коричневым передним крылом. В гениталиях самцов кили фаллоса уникальной формы легко отличают A. marmor от всех известных видов Acalyptris. В усиках 34 членика. Основная окраска серовато-коричневая.
Челюстные щупики 5-члениковые. Глаза крупные, оцеллии отсутствуют. Гусеницы, предположительно, как и у других видов своего рода, минируют листья различных растений.

## Классификация
Вид включён в видовую группу Acalyptris murex (species group). Таксон был впервые описан в 2020 году в ходе родовой ревизии, проведённой литовским лепидоптерологом Йонасом Римантасом Стонисом (Stonis Jonas R., Institute of Ecology, Nature Research Centre and Baltijos-Amerikos biotaksonomijos institutas, Вильнюс, Литва) и его коллегами по материалам из Нового Света.